# كارلوس ماني
كارلوس ماني (مواليد 11 مارس 1994) هو لاعب كرة قدم برتغالي يلعب في مركز الجناح الأيمن في نادي ريو أفي البرتغالي.

## روابط خارجية
- كارلوس ماني على موقع الاتحاد الأوربي (الإنجليزية)
- كارلوس ماني على موقع اتحاد تركيا (لاعب) (الإنجليزية)
- كارلوس ماني على موقع قاعدة بيانات كرة القدم.إي يو (الإنجليزية)
- كارلوس ماني على موقع ناشيونال فوتبول تيمز (الإنجليزية)
- كارلوس ماني على موقع Soccerway.com (الإنجليزية)
- كارلوس ماني على موقع عالم كرة القدم.نت (الإنجليزية)
- كارلوس ماني على موقع أوليمبيديا (الإنجليزية)
- كارلوس ماني على موقع AS.com (الإسبانية)